# Gilbert Adrian
Gilbert Adrian (* 3. März 1903 in Naugatuck, Connecticut; † 13. September 1959 in Hollywood, Los Angeles, Kalifornien; eigentlich Adrian Adolph Greenberg) war unter dem Namen Adrian einer der bekanntesten und einflussreichsten Kostümbildner in Hollywood.

## Leben

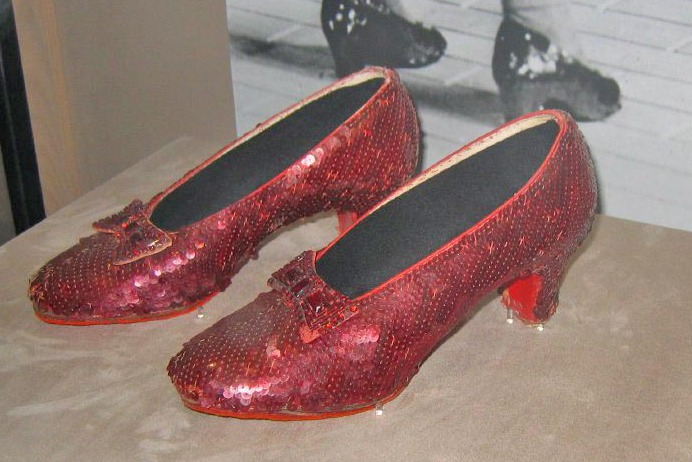
Adrian entwarf die roten Schuhe, die Judy Garland 1939 im Film Der Zauberer von Oz trug.

Nach einer Ausbildung an der New Yorker School for Applied and Fine Arts (der heutigen Parsons Designschule) und einigen Arbeiten für die Revue George White’s Scandals ging er nach Hollywood, wo er zunächst für Rudolph Valentino arbeitete. Sein Durchbruch kam, als er 1925 für Mae Murray ihre Kostüme für The Merry Widow bei MGM entwarf. Er blieb für fast 20 Jahre bei MGM und stieg rasch zu einem der einflussreichsten Designer von Hollywood auf. Adrian hatte die größten Budgets aller Designer in Hollywood zur Verfügung und verfügte über den mit Abstand umfangreichsten Mitarbeiterstab. Adrian wurde kein einziges Mal für den Oscar nominiert.
Seine teilweise sehr üppigen Entwürfe wurden bald zu Markenzeichen von MGM Filmen. Er arbeitete mit jedem der weiblichen Topstars zusammen und entwickelte je nach Bedarf individuelle Lösungen: bei Norma Shearer bestand das Problem in ihren breiten Hüften und kurzen Beinen, die kaschiert werden mussten. Einige seiner aufwendigsten Kostüme entwarf Adrian für den Shearer-Film Marie Antoinette aus dem Jahr 1938.
Greta Garbo war berühmt für ihr makelloses Gesicht, sodass die Kleider nicht zu sehr davon ablenken durften. Wohl auch deshalb trug die Schauspielerin häufig ausgefallene Hüte, so den Cloche in Herrin der Liebe aus dem Jahr 1928, ein Barett im Stil von Kaiserin Eugénie im Film Romanze, eine Jarmulke in Mata Hari aus dem Folgejahr und eine etwas bizarre Kreation namens Pillbox in Der bunte Schleier von 1934, in dem Garbo jedoch ausdrücklich nicht den titelgebenden Schleier trägt. Am bekanntesten sind jedoch die Entwürfe für Garbos historische Filme, so der Kragen aus Königin Christine, der besonders in Europa in vereinfachter Form den Weg in die Alltagsmode schaffte. Barry Paris berichtet in seiner Garbo-Biografie, dass die Kostüme, die Garbo in Wie Du mich wünschst 1932 trug, darunter ein spektakulärer schwarzer Hosenanzug, eine bewusste Karikatur der Garderobe seien, die Marlene Dietrich in ihren Filmen zeigte.
Seine bekanntesten Kreationen entwarf er jedoch für Joan Crawford. Die Schauspielerin hatte ausgeprägt breite Schultern und breite Hüften. Bislang war meist versucht worden, den Makel zu kaschieren, doch in dem Film Letty Lynton ging Adrian bewusst den gegenteiligen Weg. Er griff eine Idee von Elsa Schiaparelli aus Paris auf und betonte die Schultern noch durch Polster. Diese Schulterpolster wurden für den Rest ihrer Karriere zu einem Markenzeichen der Crawford. Im Scherz meinte Adrian dazu einmal, seine Karriere sei auf den Schultern von Joan Crawford aufgebaut. Die Zusammenarbeit mit MGM gestaltete sich für Adrian gegen Ende der 1930er Jahre als schwieriger. Der Bedarf an Kostümen ohne Rücksicht auf die Kosten schwand zunehmend und spätestens als Adrian den Auftrag erhielt, Greta Garbo für ihren Film Die Frau mit den zwei Gesichtern als typische Amerikanerin zu kleiden, begann der Designer über einen Karrierewechsel nachzudenken. Im Juli 1941 beendete er seinen Vertrag mit dem Studio und begann auf Anraten von Herbert Marcus, einem der Gründer der Kaufhauskette Neiman Marcus, als selbstständiger Designer tätig zu werden. Mit seiner Ehefrau Janet Gaynor gründete er die Adrian Ltd. und vermarktete seine Kollektionen bei Einzelhändlern wie Bonwitt Teller, Marhall Field und Neiman Marcus. Gelegentlich arbeitete er weiter an Filmkostümen. Auf persönlichen Wunsch von Joan Crawford entwarf er ihre Kostüme für Humoreske und Hemmungslose Liebe. 1952 war er für Loveley to Look At das letzte Mal als Designer für einen Film verantwortlich.

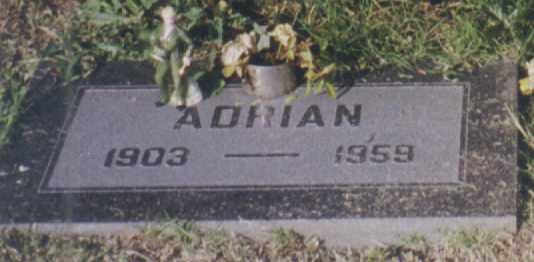
Adrians Grab auf dem Hollywood Forever Cemetery

Zu Adrians Lieblingsentwürfen gehörte eine hautenge Kreation, die Kay Johnson 1930 in dem Film Madame Satan trug, sowie ein Hosenanzug aus Goldlamé, den Greta Garbo in Mata Hari trug. Einer seiner einflussreichsten Entwürfe war ein weißes Kleid aus Organdy mit Puffärmeln, das Joan Crawford in Letty Lynton 1932 präsentierte. Das Modell wurde als vereinfachte Kopie bei Macy’s verkauft und von Millionen Amerikanerinnen in der Saison getragen.
Adrian war seit 1939 mit Janet Gaynor verheiratet, mit der er einen Sohn hatte. 1952 zog sich Adrian aus gesundheitlichen Gründen komplett ins Privatleben zurück, nachdem er einen Herzinfarkt erlitten hatte. In den folgenden Jahren lebten er und Gaynor auf einem Anwesen in Brasilien. Gegen Ende der 1950er-Jahre kehrte er nochmal ins Showgeschäft zurück und entwarf die Kostüme für die Broadway-Produktionen Grand Hotel und Camelot, während der Arbeit an letzterem Musical starb er 56-jährig an einem weiteren Herzinfarkt.

## Filmografie (Auswahl)
Adrian war Leiter der Kostümabteilung von MGM und damit verantwortlich für die Kostüme der meisten Filme bis 1941. Er entwarf unter anderem die Kostüme für die wichtigsten Filme von Greta Garbo, Norma Shearer, Joan Crawford und Marion Davies. Eine Auswahl der wichtigsten Filme:
- 1925: Die Zwillingsschwester (Her Sister from Paris)
- 1925: Der Adler (The Eagle)
- 1927: Chicago
- 1928: Eine schamlose Frau (A Woman of Affairs)
- 1928: Die Masken des Erwin Reiner (The Masks of the Devil)
- 1928: Herzbub (Tenth Avenue)
- 1929: Dynamit (Dynamite)
- 1929: Der Kuß (The Kiss)
- 1929: Wilde Orchideen (Wild Orchids)
- 1929: Unsichtbare Fesseln (The Single Standard)
- 1929: Der jüngste Leutnant (Devil-May-Care)
- 1930: Our Blushing Brides
- 1930: Jenny Lind (A Lady’s Morals)
- 1930: Jenseits des Lebens (Redemption)
- 1930: Madam Satan
- 1931: The Guardsman
- 1931: Mata Hari (Mata Hari)
- 1931: Helgas Fall und Aufstieg (Susan Lennox: Her Fall and Rise)
- 1931: Yvonne (Inspiration)
- 1932: Menschen im Hotel (Grand Hotel)
- 1932: Letty Lynton
- 1932: Feuerkopf (Red-Headed Woman)
- 1932: Liebesleid (Smilin’ Through)
- 1932: Dschungel im Sturm (Red Dust)
- 1932: Frechheit siegt (Fast Life)
- 1932: Der Theaterprofessor (Speak Easily)
- 1932: Flirt (Huddle)
- 1933: Secrets
- 1933: Dinner um acht (Dinner at Eight)
- 1933: Liebeslied der Wüste (The Barbarian)
- 1933: Die Hölle aus Stahl (Hell Below)
- 1933: Königin Christine (Queen Christina)
- 1933: Ganovenbraut (Hold Your Man)
- 1933: Rückkehr aus der Fremde (The Stranger’s Return)
- 1933: Herz zu verschenken (Beauty for Sale)
- 1933: Ein Mann geht seinen Weg (Looking Forward)
- 1934: In goldenen Ketten (Chained)
- 1934: Geheimagent 13 (Operator 13)
- 1935: Nach Büroschluss (After Office Hours)
- 1935: No More Ladies
- 1936: Die Kameliendame (Camille)
- 1936: The Gorgeous Hussy
- 1936: Love on the Run
- 1936: Der große Ziegfeld (The Great Ziegfeld)
- 1937: Die Braut trug Rot (The Bride Wore Red)
- 1937: Maria Walewska (Conquest)
- 1938: Der Testpilot (Test Pilot)
- 1938: Marie Antoinette (Marie-Antoinette)
- 1938: Three Loves Has Nancy
- 1939: Das zauberhafte Land (The Wizard of Oz)
- 1939: Lady of the Tropics
- 1939: Ninotschka (Ninotchka)
- 1939: Balalaika
- 1941: Mädchen im Rampenlicht (Ziegfeld Girl)
- 1941: Die Frau mit den zwei Gesichtern (Two-Faced Woman)
- 1943: Hi Diddle Diddle
- 1952: Männer machen Mode (Lovely to Look At)